# Amparo Moreno
Amparo Moreno i Garrigós, née à L'Hospitalet de Llobregat le 24 juillet 1949, est une actrice espagnole.

## Biographie
Amparo Moreno naît à L'Hospitalet de Llobregat. Elle y assiste assez tôt aux spectacles du Théâtre Joventut, où elle jouera plus tard à diverses reprises. Elle commence dans le monde du spectacle au Teatre Victòria (ca) de Barcelone en  1975. En 1984-1987, elle est vedette du café-concert El Molino (ca) (Barcelone). Elle forme un duo comique pendant 8 ans avec l'acteur Jordi Vila (ca). Elle intervient dans des séries télévisées, joue au théâtre et dans dix-neuf films au cinéma.
En 2010, c'est elle qui fait le coup d'envoi des fêtes du quartier barcelonais de Sants. En 2014, elle lance des fêtes du printemps de l'Hospitalet de Llobregat.
Elle se sert de sa réputation pour promouvoir la lutte contre la violence sexiste,.

## Théâtre (sélection)
- 1983 : Freaks d'Angel Alonso (peintre français), mis en scène par l'auteur, à La Villarroel (ca) de Barcelone[2]
- 1994 : Shirley Valentine, monologue de Willy Russell, mis en scène par Rosa Maria Sardà au Teatre Villarroel, récompensé du prix de la meilleure actrice de théâtre de la Generalitat de Catalunya.
- 2000 : Monjitas, dans le rôle de la mère supérieure
- 2003 : Patas arriba
- 2006 : Peer Gynt d'Henryk Ibsen, mis en scène par Calixto Bieito pendant le Festival de théâtre GREC de Barcelone, dans le rôle de Kari[2]
- 2007 : Els hereus
- 2010 : Tres dones i un llop
- 2011 : Visca els nuvis, dans le rôle de Maria, avec Joan Pera
- 2016 : Recurso de Amparo[6]

## Cinéma
- 1976 : La zorrita en bikini
- 1979 : El periscopio
- 1979 : Perros Callejeros II: Busca y captura
- 1981 : El vicari d'Olot de Ventura Pons : une prostituée
- 1984 : Gros Sel (es) (Sal gorda), de Fernando Trueba : Obdulia
- 1987 : ¿Quién te quiere, Babel?
- 1989 : Bueno y tierno como un ángel (1989)
- 1989 : Puta misèria, de Ventura Pons
- 1991 : Què t'hi jugues, Mari Pili? (ca), de Ventura Pons : Macarena, récompensée du prix de la meilleure actrice secondaire de la Generalitat de Catalunya
- 1992 : Esta noche o jamás
- 1992 : Chechu y familia
- 1993 : Rosita, please! (ca) de Ventura Pons : Rosita
- 1994 : Don Jaime, el Conquistador
- 1998 : Cambio de rumbo
- 1999 : La Ville des prodiges (La ciudad de los prodigios), de Mario Camus : Mme Diana María
- 2000 : Morir (o no), de Ventura Pons
- 2003 : La Vie de David Gale (The Life of David Gale) d'Alan Parker : servante de Sharon
- 2005 : Tapas, de José Corbacho : Rosalía
- 2007 : ¿Y tú quién eres? (es), d'Antonio Mercero : Alicia
- 2011 : Any de Gràcia (ca), de Ventura Pons : Enriqueta
- 2016 : Oh, quina joia!, de Ventura Pons : Maruja
- 2018 : Elisa et Marcela (Elisa y Marcela), d'Isabel Coixet : chef de cuisine Oporto

## Télévision
- 1985-1986 : Ahí te quiero ver de Rosa Maria Sardà, programme humoristique (TVE (ca))
- 1991-1992 : Farmacia de guardia d'Antonio Mercero (Antena 3)
- 2005 : Aída (Telecinco)
- 2005 : Aquí no hay quien viva (Antena 3)
- 2006 : El cor de la ciutat (TV3)
- 2008-2009 : Doña Bárbara (Telemundo) : Casilda Bernard
- 2016 : Cites (TV3)
- 2018 : Cuerpo de élite (Antena 3)
- 2022 : Després de tu (co-production d' À Punt, TV3 et IB3)

## Radio
- 1998 : Fem dissabte, Cadena COPE
- 2000 : La gran jugada, Cadena SER
- 2001-2002 : El busca raons, avec Toni Marín, Cadena SER
- 2009 : La primera pedra, avec Jordi Margarit, Rac 1[2]